# Layloxon Sobirova
Layloxon Arslonbek qizi Sobirova (ur. 28 lutego 2003) – uzbecka zapaśniczka walcząca w stylu wolnym. Zajęła ósme miejsce na mistrzostwach świata w 2022 roku. 
Brązowa medalistka igrzysk azjatyckich w 2022. Wicemistrzyni Azji w 2023. Mistrzyni Azji juniorów w 2022. Wicemistrzyni Azji U-23 w 2024 i trzecia w 2025 roku.